# Neve Electronics
Neve Electronics（ニーヴ）は1961年にルパート・ニーヴによって設立されたレコーディング・スタジオおよび放送局スタジオ向けのミキシング・コンソールと、そのモジュール類などを設計生産していた音響機器メーカー。1985年、シーメンス・グループに買収され、1992年にはシーメンス・グループの傘下で、AMS社と合併し、現在ではAMS Neveとなっている。また、ルパート・ニーヴ自身はAMS Neveには関わっておらず、その後AMEK Systems and Controlsにてミキサーなどの設計を行った後、フォーカスライトを創業、現在は自身の名を冠したRupert Neve Designsの代表を務めている。同氏の関わったいずれの企業も世界中のレコーディングスタジオで使用される機器を製造している等ソリッド・ステート・ロジックの創業者であるコリン・サンダースと並んで業界の伝説的技術者として知られていたが2021年に肺炎と心不全が原因で死去している。

## 来歴
Neve社は電子機器設計のエンジニアであるルパート・ニーヴによって1961年に設立されたプロフェッショナル向けのスタジオ用機材を設計開発および製造を行っていたイギリスの音響機器メーカーで、Neve社の製品はレコーディング・スタジオや放送局のスタジオなど、ミキシング・コンソールの大規模化に伴い多くのモジュール  およびコンソールのシステム構築を行っていた。回路設計上ではソリッド・ステートで構成されるディスクリート  回路を選択していて、真空管は用いられず、当時としてはゲルマニウム・トランジスタが主流だったため、現在のシリコンを用いたトランジスタ回路とは音色などに違いがある。
1964年には、ロンドンのフィリップス・レコーディング・スタジオからのオーダーを受けてミキシング・コンソールの設計を行い、Neve#1064 H/A-EQを搭載したコンソールを完成させた。その後もオーダーに応じて様々な機種を設計開発し、その後Neve製コンソールはイギリスだけに留まらず世界各国に向け輸出されるようになった。1968年にはソリッド・ステート型のリミッター・コンプレッサーである Neve#2254 が設計され、現在でもダイナミクス系機材の代表機種となっている。
アメリカへは1968年頃から輸出されるようになり、ニューヨークの Vanguard Records（バンガード・レコーズ）所有のスタジオが最初にNeve社製ミキシング・コンソールを導入した。その後Neveはアメリカ市場でも浸透してゆくメーカーとなった。1970年にはウェッセックス・スタジオからのオーダーに合わせてNeve#1073 H/A-EQが設計され、現在でも人気を誇るモジュールとなっている。
1970年代に入るとレコーディング・スタジオ向けだけではなく放送局用のコンソールも製造され、1973年にはNeve#1081 H/A-EQを搭載したミキシング・コンソールの#8048が生産された。放送局スタジオ用とレコーディング・スタジオ用とは求められる仕様に若干の違いがあるため、各々の用途に応じたモジュール構成や回路設計で、クライアント毎にオーダー時にカスタマイズ可能な仕組みも持ち合わせたコンソール設計方法になっていた。
Neve#1081および8048が発表された1973年、ルパート・ニーヴはNeve Electronics社を Bonochord グループへ売却して経営の方からは引き、機材の設計開発だけに専念するようになった。その後1975年にNecam System  を完成させ、George Martin（ジョージ・マーティン）  が所有するロンドンのAIR スタジオへ導入された後の1977年頃まで、ルパート・ニーヴは Neve Electronics社に留まり設計開発を行っていた。そして、1979年にはデジタルとアナログ両面からの技術でコンソールの#8108が開発された。
1980年代に入ると、DSPなどを用いたデジタル機種の設計開発プロジェクトに莫大な投資が掛かってしまい、Neve Electronics社は財政面で苦境に立たされるようになった。その開発プロジェクトにはNecam Systemでのコンピューターを利用したフェーダー・オートメーション機構開発や、バス・アサイン  を電気接点で切り替える回路ではなく、デジタル技術を利用して電子的に切り替えるシステムなども含まれていて、当時はデジタル機器の設計開発には莫大な予算が必要な時代でもあり、そのような分野だった事で財政面を圧迫した結果になった。
1985年にはNeve Electronics社はシーメンス・グループに買収され、1992年には同じくシーメンス・グループに買収されていたデジタル・プロセッサー開発大手のAMS社と合併する形でAMS Neve社となり、現在のその姿となっている。
ルパート・ニーヴが設計した機種は、ディスクリート回路設計を基本路線に様々な機種が製造され、1960年代後半にはNeve独特のサウンドとコンソール設計思想が世界中から支持され、現在でも当時の機材がビンテージ機材市場で高値取引され使われ続けているなど、スタジオ用機材の原点にもなっている。 

## 主な製品
現在はAMS Neve社にて再生産している機種もあるが、ここに記述する各機種はNeve Electronics時代の製品群で、ビンテージ機材市場では今でも入手可能な稀少機種として存在している。

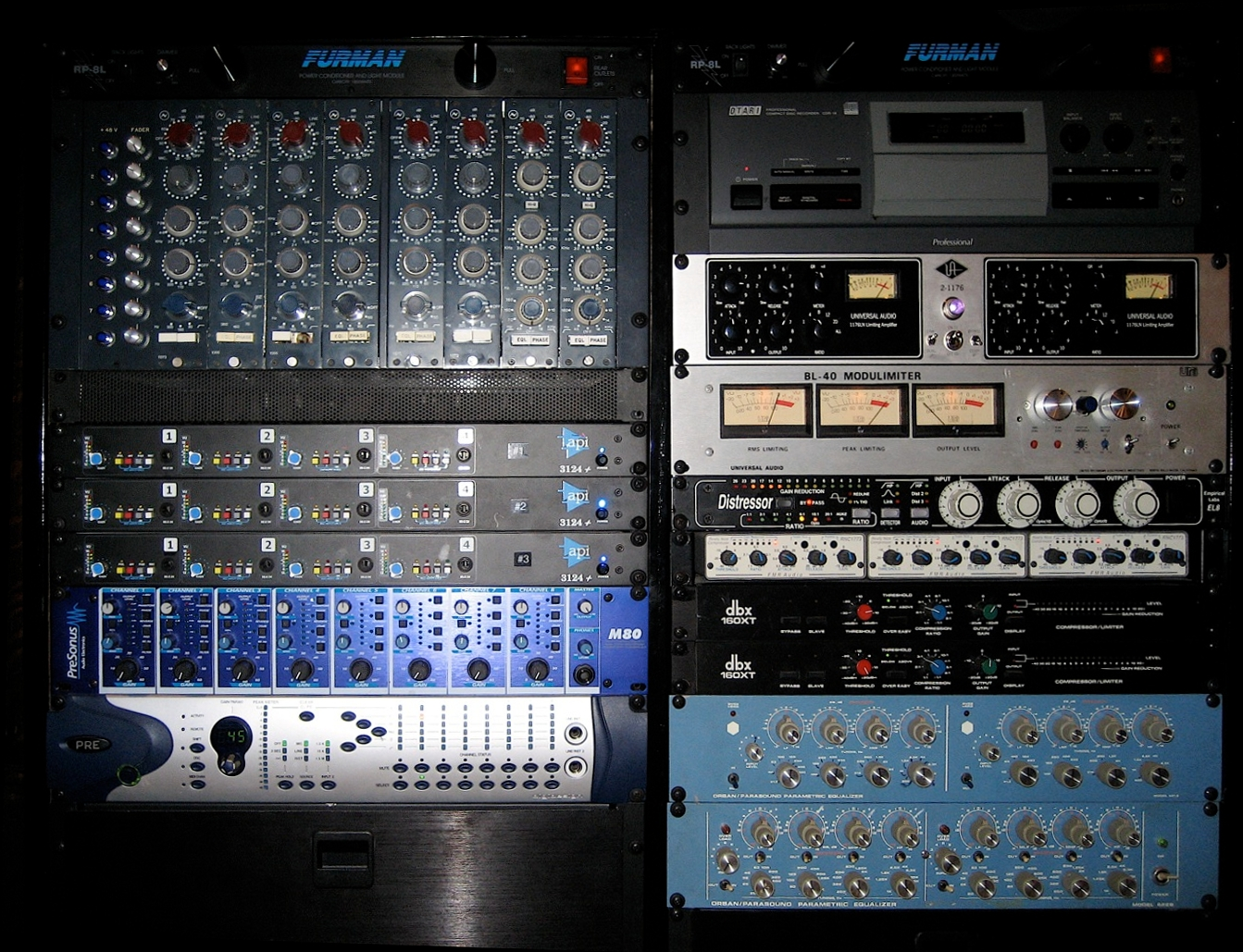
ラックマウントされたNeve#1073 (画像内左上)

### H/A EQ モジュール
Neve#1064
1964年に発表されたコンソールに搭載される目的で開発されたH/A EQモジュールで、トランジスタを主要部品に使ったディスクリート回路設計で構成されている。増幅回路の動作はClass A。搭載されるEQのステージはトレブル、ミドル、バスの3つと周波数選択式のHPFが搭載される。周波数設定と増減させるためのノブは全てクリック式になっていて、本体内部には可変抵抗器を一切使っていない。EQセクション下部にはEQのON/OFFとPHASE切り替え用のスイッチが搭載されている。PSU  は内蔵されていない。
Neve#1073
1970年にウェッセックス・スタジオからのオーダーに合わせて設計されたH/A EQモジュールで、トランジスタを主要部品に使ったディスクリート回路設計で構成されている。増幅回路の動作はClass A。搭載されるEQのステージはトレブル、ミドル、バスの3つと周波数選択式のHPFが搭載される。周波数設定と増減させるためのノブはトレブル用だけがクリック式になっていて、その他はレベル調整に可変抵抗器を使った連続可変型になっている。EQセクション下部にはEQのON/OFFとPHASE切り替え用のスイッチが搭載されている。現在でも通用するスペックを持ち合わせた機種になっていて、AMS Neve社の製品群でも再生産モデルとして、1073 Mic Preamp & Equaliser、1073 DPA Stereo Mic Preamp、1073 DPD Stereo Mic Preamp として継承されている機種。PSUは内蔵されていない。
Neve#1081
1973年に、放送局用のコンソールとして設計された#8048に組み合わされるH/A EQモジュールとして設計されたモデル。トランジスタを主要部品に使ったディスクリート回路設計で構成されている。増幅回路の動作はClass A/Bになるため、それまでの機種とはサウンドが変更されている。搭載されるEQのステージはトレブル、ミドル、ミッドロウ、バスの4つと周波数選択式のHPFおよびLPFが同軸回路として搭載される。EQ部分の周波数設定はクリック式になっていて、レベル増減させるためのノブは全て可変抵抗器を使った連続可変型になっている。EQセクション下部にはEQのON/OFFとPHASE切り替え用のスイッチが搭載されている。この機種も現在に通用するスペックを持ち合わせた機種になっていて、AMS Neve社の製品群でも再生産モデルとして、1081 Mic Preamp & Equalizerと、1081 R Remote Microphone Preamplifier Rack用のH/A モジュールとして継承されている機種。PSUは内蔵されていない。

### リミッター/コンプレッサー
Neve#2254
1968年にトランジスタを主要部品に使ったディスクリート回路設計で構成されたリミッター/コンプレッサーとして発表された機種。コンプレッサー回路とリミッター回路が別々の回路で構成されているため、設定およびON/OFFを個別に行う事が出来て、2台同時の使用時などにはステレオ・カップリングにも対応した仕様になっている。この後に登場する#33609の原型にもなっているモデルで、現在でもダイナミクス系機材の代表的機種となっていて、AMS Neve社の製品群でも19インチ/ラック・マウント型の機種、2254/R Mono Limiter/Compressor として継承されているモデル。
Neve#33609
1970年にトランジスタを主要部品に使ったディスクリート回路設計で構成された2チャンネル仕様のリミッター/コンプレッサーとして発表された機種。19インチ2Uラック・マウント可能な形状になっていて、コンソールのマスター・セクションなどのメーター・ブリッジへの搭載以外にも、ラックなどへ設置して運用可能なモデルになっている。コンプレッサー回路とリミッター回路が別々の回路で構成されているため、設定およびON/OFFを個別に行う事が出来て、ステレオ・カップリングにも対応した仕様になっている。同じ#33609という型番の中にAMS Neve移行後も含めるとA/B/C/Jと様々なバージョンが存在している。現在でもダイナミクス系機材の代表機種となっていて、AMS Neve社の製品群でも再生産モデルとして、 33609 JD Stereo Compressor として継承されているモデル。